# 吳鵬南
吳鵬南（?—?），福建連江人，清朝政治人物，進士出身。
乾隆七年（1742年），登進士，擔任吏科给事中。